# Computational Chemistry List
Pour les articles homonymes, voir CCL.
Computational Chemistry List (CCL) est une liste de diffusion scientifique lancée le 11 janvier 1991, en tant que forum électronique indépendant à destination des chercheurs et enseignants en chimie computationnelle du monde entier. La CCL a ensuite pris la forme d'un site web qui archive les messages de la liste sert de dépôt à des logiciels ou ressources utiles à la communauté.

## Présentation
Selon le forum du site, plus de 3 000 membres en provenance de plus de 50 pays différents lisent les communiqués de CCL de manière régulière, et les discussions y couvrent tous les aspects de la chimie numérique.
CCL est largement soutenu et utilisé par la communauté de la chimie numérique,,,.
CCL héberge aussi de nombreuses ressources pour la chimie numérique. On peut citer, à titre d'exemple, une pré-publication du livre Computational Chemistry de David Young.

### Sources
- (en) Cet article est partiellement ou en totalité issu de l’article de Wikipédia en anglais intitulé « Computational Chemistry List » (voir la liste des auteurs).